# H. Leslie Adams

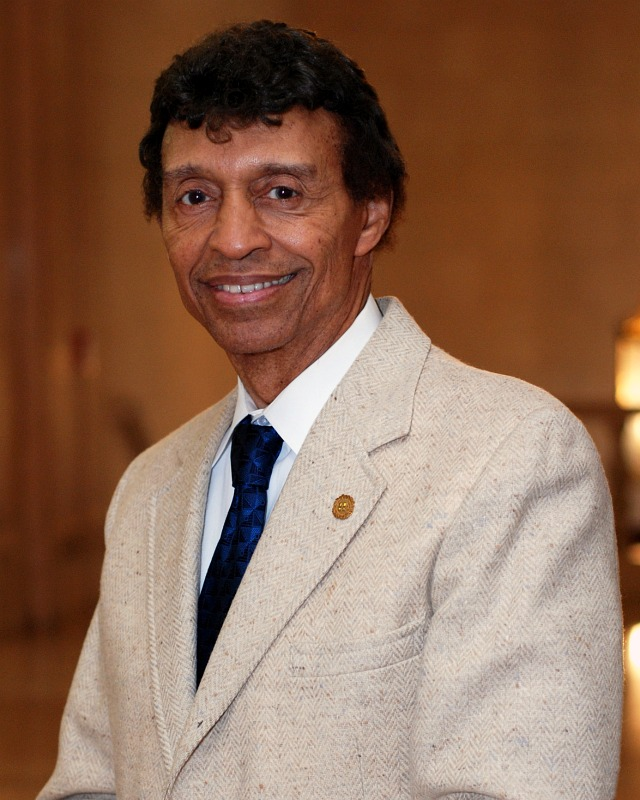
H. Leslie Adams (2010)

Harrison Leslie Adams (* 30. Dezember 1932 in Cleveland, Ohio; † 24. Mai 2024 ebenda) war ein US-amerikanischer Komponist und Pianist.
Adams studierte am Oberlin College Komposition bei Herbert Elwell und Joseph R. Wood, Gesang bei Robert Fountain und Klavier bei Emil Danenberg. Nach dem Abschluss als Bachelor 1955 nahm er privaten Kompositionsunterricht bei Robert Starer (1959) und Vittorio Giannini (1960). Er setzte seine Ausbildung an der California State University bei Leon Dallin und Robert Tyndall (Masterabschluss 1967) und von 1968 bis 1973 an der Ohio State University bei Marshall Barnes fort. Im Postgraduiertenstudium nahm er an der University of Kansas bei Edward Mattila und am Cleveland Institute of Music bei Eugene O’Brien Unterricht. Außerdem war er zwischen 1978 und 1983 Privatschüler von Marcel Dick.
Von 1957 bis 1961 arbeitete Adams als Klavierbegleiter mit verschiedenen Ballettgruppen und Tanzkompanien, unter anderen den Ballets Russes und den Choreographen Robert Joeffrey und June Taylor. Am Karamou House in seiner Heimatstadt wirkte er 1964–65 als musikalischer Direktor und 1979–80 als Composer in Residence. Er wirkte weiterhin als Gastkomponist am Cuyahoga Community College (1980) und Composer in Residence am Cleveland Music School Settlement. 1981 gründete er die Accord Associates, Inc., die er bis 1986 leitete, danach war er bis 1992 Vizepräsident und Composer in Residence der Gesellschaft. Seit 1996 war er Musikdirektor und Chorleiter der Grace Presbyterian Church in Lakewood/Ohio, seit 1998 Präsident der Creative Arts, Inc.

## Werke
- Hark to the shouting wind für tiefe Stimme und Klavier, 1951
- Break, break, break für tiefe Stimme und Klavier, 1951
- Night für tiefe Stimme und Klavier, 1951
- Of man’s first disobedience für hohe Stimme und Klavier, 1951
- 4 Pieces für Klavier, 1951
- Sarabande für Streichquartett, 1951
- The constant lover für mittlere stimme und Klavier, 1951
- Teach me, O Lord für tiefe Stimme und Klavier, 1951
- Turn away mine eyes für hohe Stimme und Klavier, 1951
- Pastorale für Violine und Klavier, 1952
- Asperges me für Sopran, Alt, Tenor, Bass, gemischten achtstimmigen Chor und Orgel, 1952
- On the sea für tiefe Stimme und Klavier, 1953
- 7 Amen choral responses für gemischten Chor, 1953
- Intermezzo für Violine und Klavier, 1953
- 2 Vachel Lindsay songs für tiefe Stimme und Klavier, 1953
- Theme and variations für Klavier, 1953
- A kiss in Xanadu, Ballett für Kammerorchester, 1954, 1973
- The Congo für Vorleser, Sprecher und Perkussion, 1955
- 5 Millay songs, 5 Songs on texts of Edna St. Vincent Millay für hohe Stimme und Klavier, 1960
- Sonata für Horn und Klavier, 1960
- Sonata für Violine und Klavier, 1961
- A white road für hohe Stimme und Klavier, 1961
- Contrasts für Klavier, 1961
- Nightsongs; 6 Songs on texts by Afro-American poets für hohe Stimme und Klavier, 1961
- 3 Preludes für Klavier, 1961
- CitiScape für Klavier und Orchester, 1964
- All the way für Kammerorchester, Schauspielmusik zu dem Stück von Tad Mosel, 1965
- Sonata für Cello und Klavier, 1965
- Concerto für Klavier, 1966
- Hosanna to the son of David, für gemischten Chor und Klavier, 1969
- Love song für gemischten Chor und Klavier, Text von Langston Hughes, 1969
- Madrigal für fünfstimmigen gemischten Chor, 1969
- Psalm 23; The Lord is my shepherd für Sopran, Alt, Tenor, Bariton, gemischten Chor und Klavier, 1969
- Psalm 121; I will lift up mine eyes für Sopran, Alt, Tenor, Bass, gemischten Chor und Klavier, 1969
- Under the greenwood tree für gemischten Chor, Gedicht von William Shakespeare, 1969
- There was an old man für gemischten Chor und Klavier, Text von Edward Lear, 1970
- Under the greenwood tree für gemischten Chor, 1973
- Tall tales für gemischten Chor und Klavier, 1973
- Vocalise für Chor, zwei Fagotte und zwei Celli, 1973
- Man’s presence; A song of ecology für Kinderchor und Klavier, 1974
- Trombones Quartet, 1975
- Prelude and fugue für Orgel, 1978
- Ode to life für Orchester, 1979
- Dunbar songs; 3 Songs on texts of Paul Laurence Dunbar für hohe Stimme und Kammerorchester, 1981
- Symphony, no. 1, 1982
- We shall overcome für Solostimme und gemischten Chor, 1982
- Night song für Flöte und Harfe, 1983
- Rememb’ring, rejoicing für gemischten Chor und Klavier, Text von Joette McDonald, 1984
- Blake, Oper, 1986
- The wider view für hohe Stimme und Klavier, 1988
- Hymn to freedom für Sopran, Tenor, Bariton und Kammerensemble, 1989
- Love expressions für Kammerorchester, 1990
- Love memory für hohe oder mittlere stimme und Klavier, Text von Paul Laurence Dunbar, 1990
- A Christmas wish für achtstimmigen gemischten Chor, 1991
- Offering of love für Orgel, 1991
- Amazing grace für hohe Stimme und Klavier, 1992
- Song to baby Jesus für hohe oder mittlere Stimme und Klavier, 1992
- What love brings für hohe oder mittlere Stimme und Klavier, 1991, for high or medium voice & piano (1991).  New York: American Composers Alliance, 1992
- Song of thanks für tiefe oder mittlere Stimme, 1993
- Christmas lullaby für Kinderchor und Orchester, 1993
- Flying für hohe oder mittlere Stimme und Klavier, 1993
- Love request für hohe oder mittlere Stimme und Klavier, 1993
- Lullaby eternal für hohe oder mittlere Stimme und Klavier, Text von Joette McDonald, 1993
- From a hotel room für hohe Stimme, 1994
- Daybirth für mittlere Stimme und Klavier, 1994
- Midas, poor Midas für hohe Stimme, 1994
- Western adventure für Orchester, 1994
- Hymn to all nations für gemischten Chor und Klavier, 1997
- Etude, piano, no. 1-22, 2001–04
- Strings Quartet D-flat major, 2003
- Wave and the shore für Sopran und Klavier, Text von Joette McDonald, 2003
- Harlem love songs für gemischten Chor und Klavier, Text von Langston Hughes
- Infinitas für Orgel
- Love come and gone für hohe Stimme und Klavier
- Love response für mittlere Stimme und Klavier, Text von Paul Laurence Dunbar